# 青洲社屋
青洲社屋（葡萄牙語：Habitação Social da Ilha Verde）是澳門一個社屋項目，位於澳門半島西北部青洲連陸區，鄰近青洲珠澳跨境工業區，由四楝樓宇組成，共提供924個租住社屋單位（其中青泉樓210個，青雅樓357個，青翠樓672個及青松樓252個），其四座大廈分別命名為青松樓、青翠樓、青泉樓及青雅樓，由2007年至2011年分別落成入伙。這是劉仕堯司長萬九公屋計劃其中一個落成項目。
2011年7月22日最後一座大樓－青雅樓落成、同時讓居民入伙。

## 青泉樓
青泉樓為青洲社屋首幢入伙的社屋大樓，於2007年落成啓用，高18層，共有單位210個，分別有一房廳（T1）、兩房廳（T2）及三房廳（T3）的社屋單位供應。基座設停車場。

### 青泉樓相片

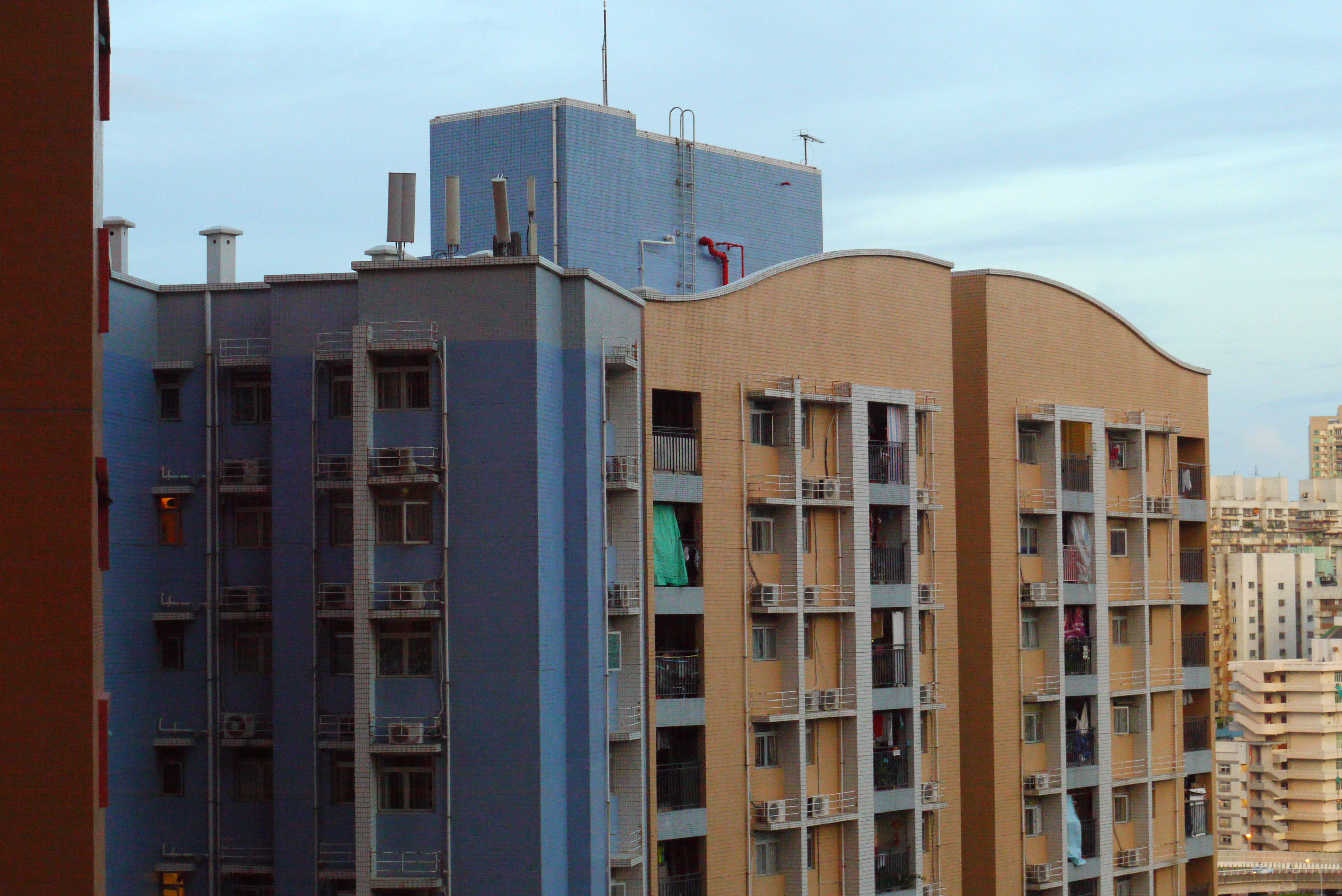
青泉樓頂部裝飾

## 青翠樓
青翠樓位於青洲河邊馬路及菊花巷內，於2009年落成啓用，高36層，分為青翠樓I、青翠樓II兩幢，地面層為出入口大堂、機房、停車場出入口及商舖，1至5樓為公共停車場，設2部升降機，提供近千個私家車及電單車車位，6樓為休憩平台，設有兒童玩樂場、羽毛場等康體設施，還有綠化景觀。 
而7至35樓為住宅層，住宅單位共有672個，包括一房廳（T1）單位140個，二房廳（T2）單位476個，三房廳（T3）單位56個，每個單位門口均統一安裝鐵閘，增加空氣流通及光線照明。每層24個單位，共設8部升降機。

### 青翠樓相片

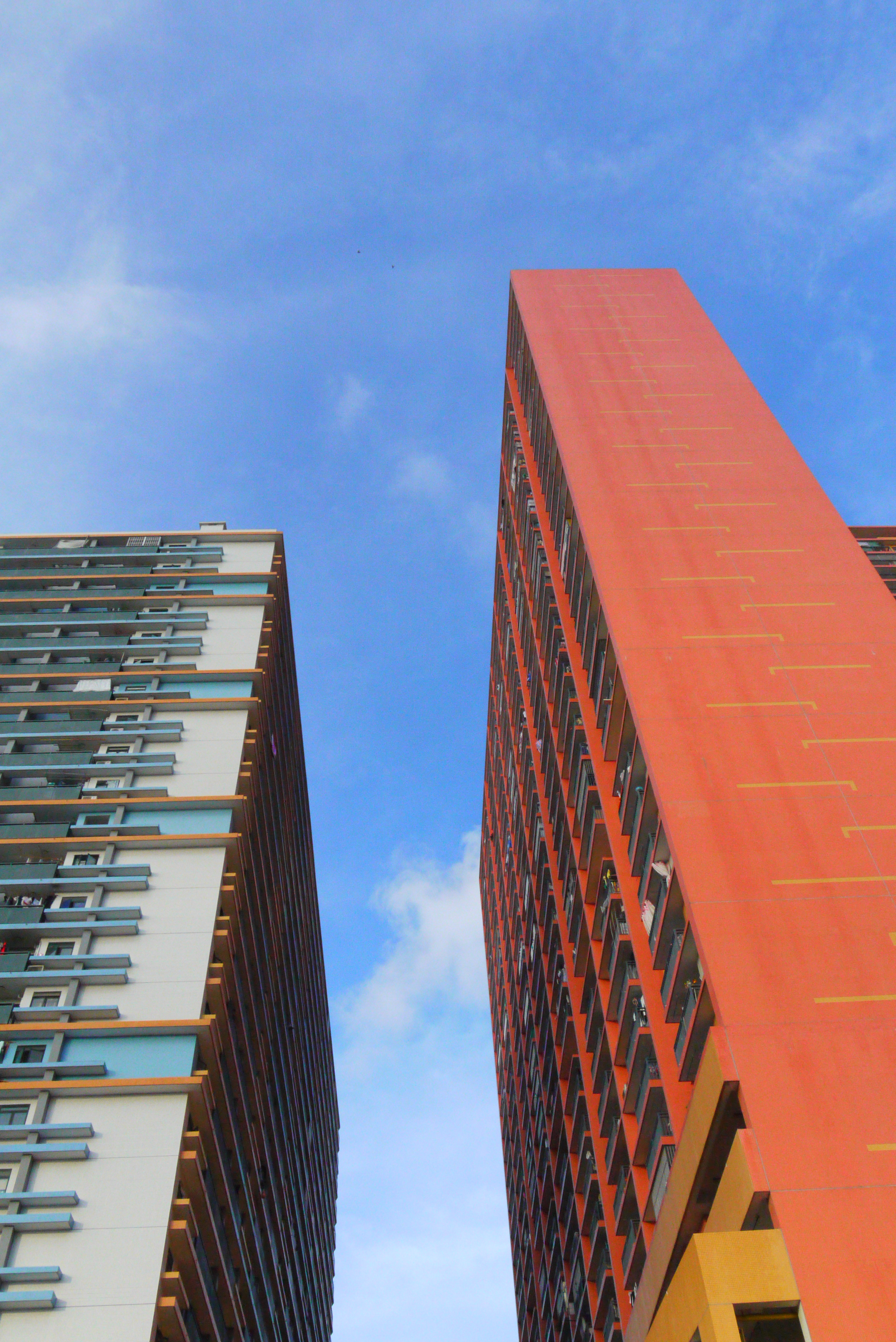
青翠樓與青雅樓中間
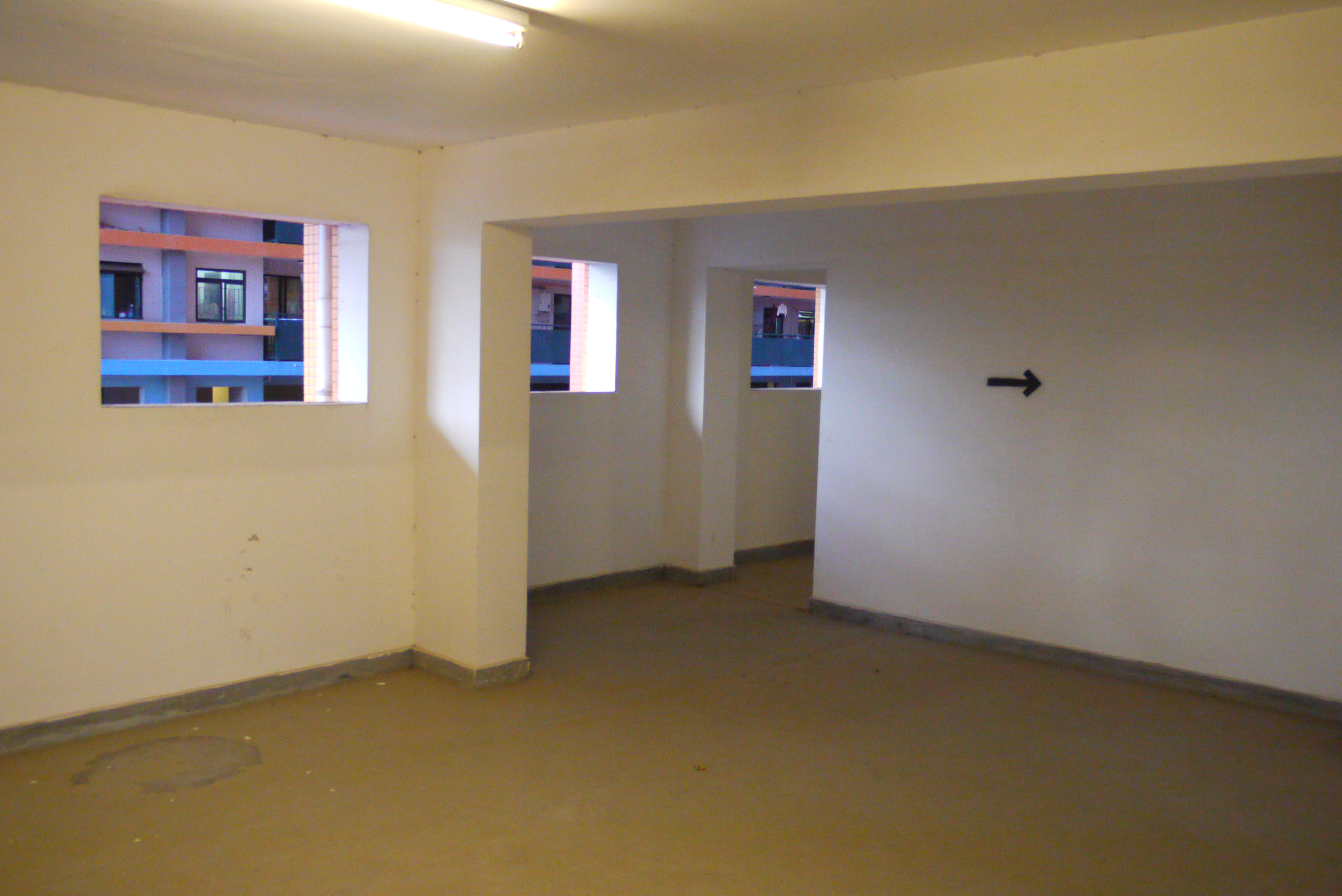
青翠樓隔火層內部
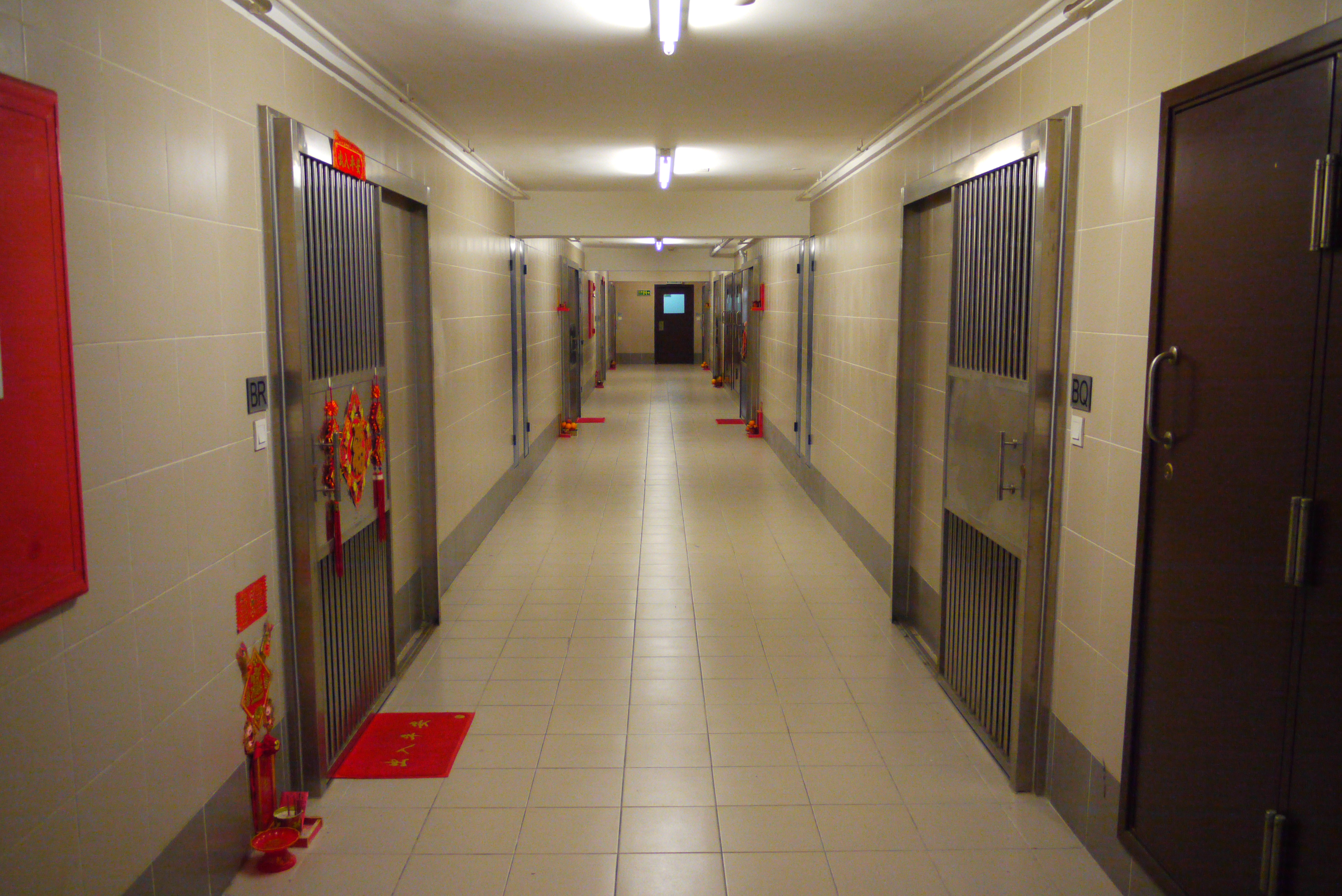
青翠樓走廊內部

## 青松樓
青松樓高36層，於2010年落成啓用，地面層為出入口大堂及機房，1至5樓為社會設施，6樓為平台休憩區，7樓至35樓為長者住宅，每層9個一房廳（T1）單位。除去14樓為隔火層外，28層住宅共252個長者單位，備有4部升降機。為照顧長者的居住需要，青松樓設有老人中心等康體設施外，每一長者單位均設有煙霧感應器及平安鐘，接駁到大樓的控制室，有條件為獨居長者提供24小時無間斷的緊急支援。

### 青松樓相片

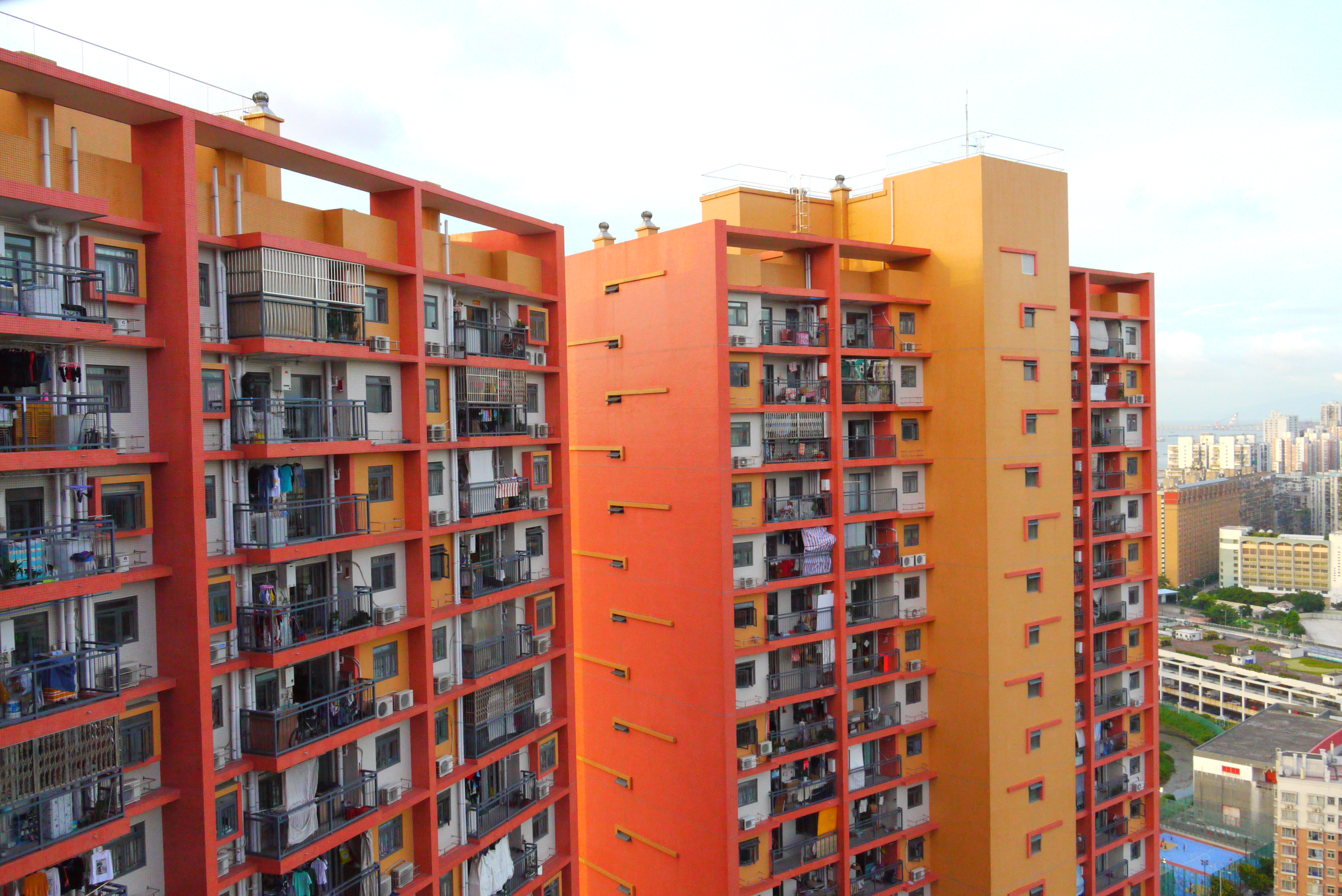
青松樓頂部

## 青雅樓
青雅樓高25層，於2011年落成啓用，共提供357個社屋單位，包括開放式（T0）168個、一房廳（T1）105個及兩房廳（T2）84個，設有社會設施及休憩平台，除提供社屋住宅單位外，預留了社會設施及休憩區，面積近2,000平方米，青洲社屋－青雅樓工程造價約2億元。

### 青雅樓相片

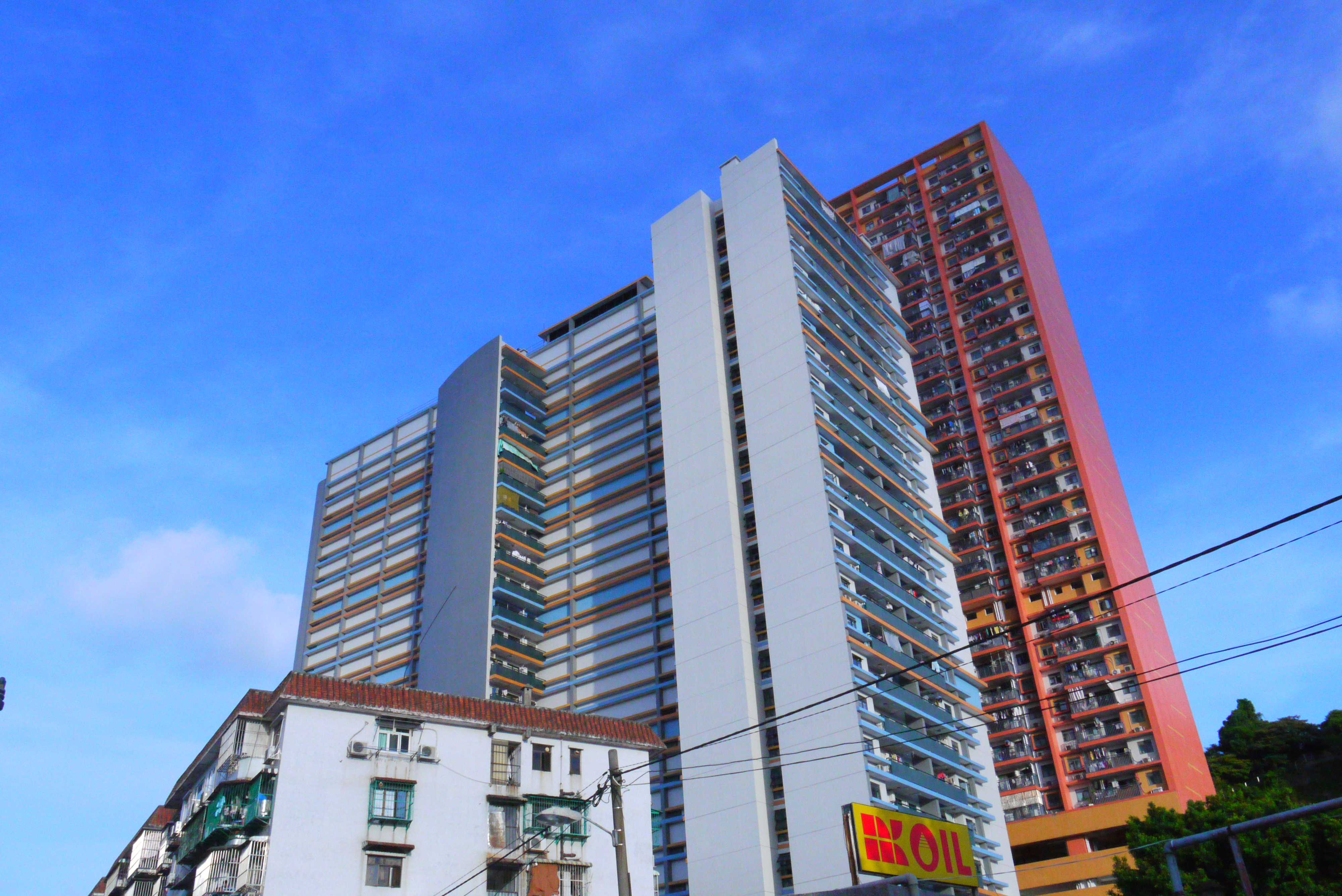
青雅樓外部
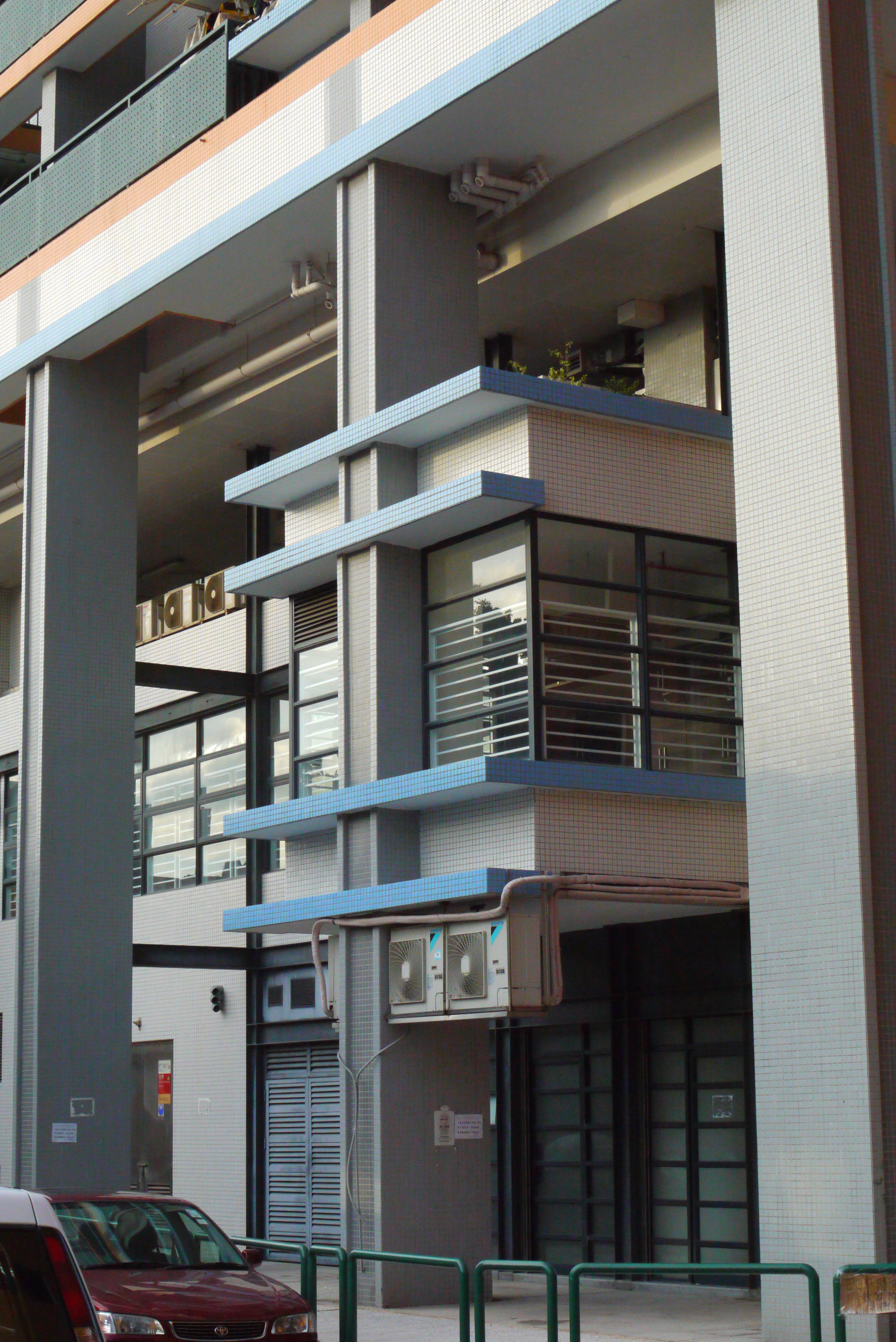
青雅樓細節外部
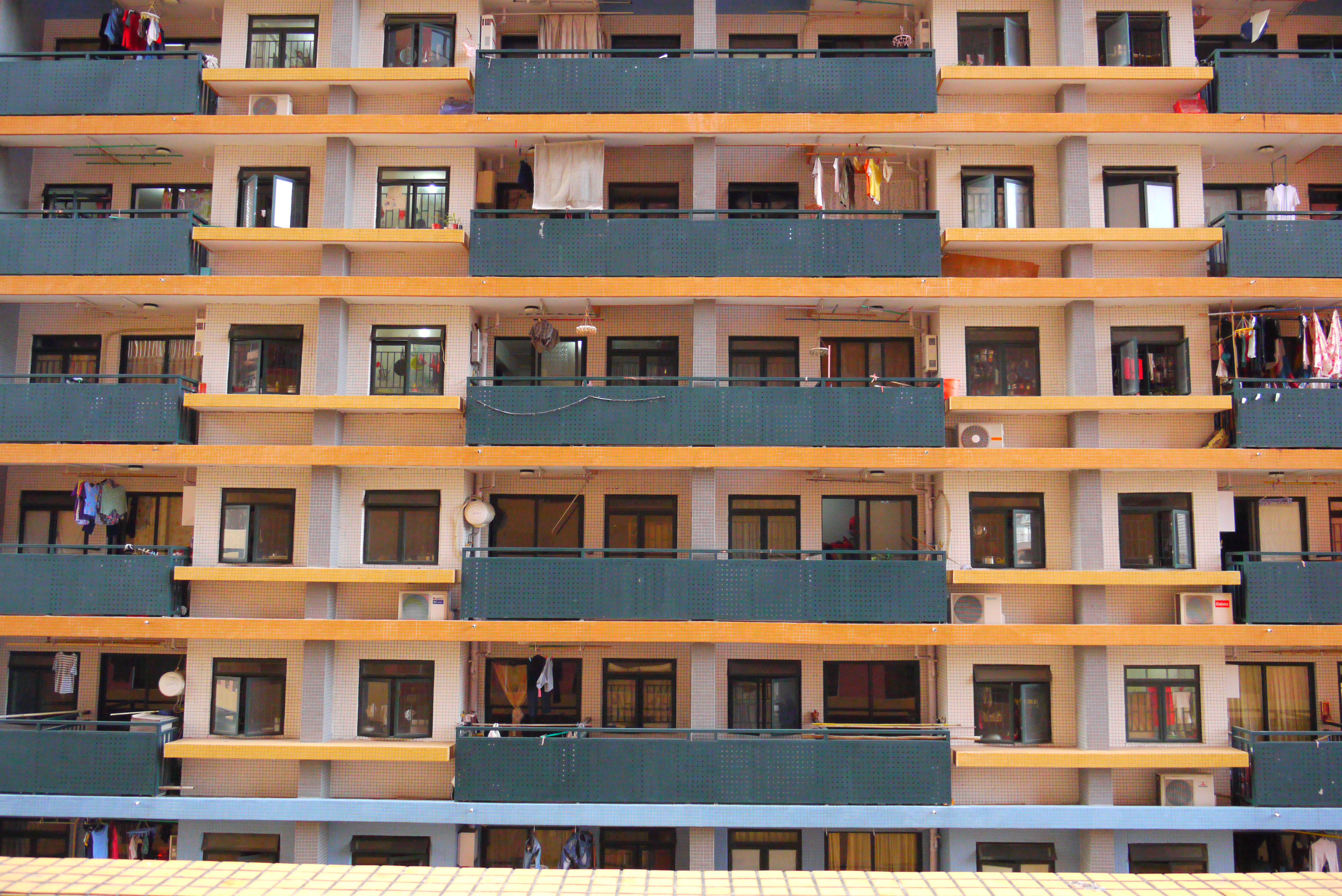
青雅樓外牆細部
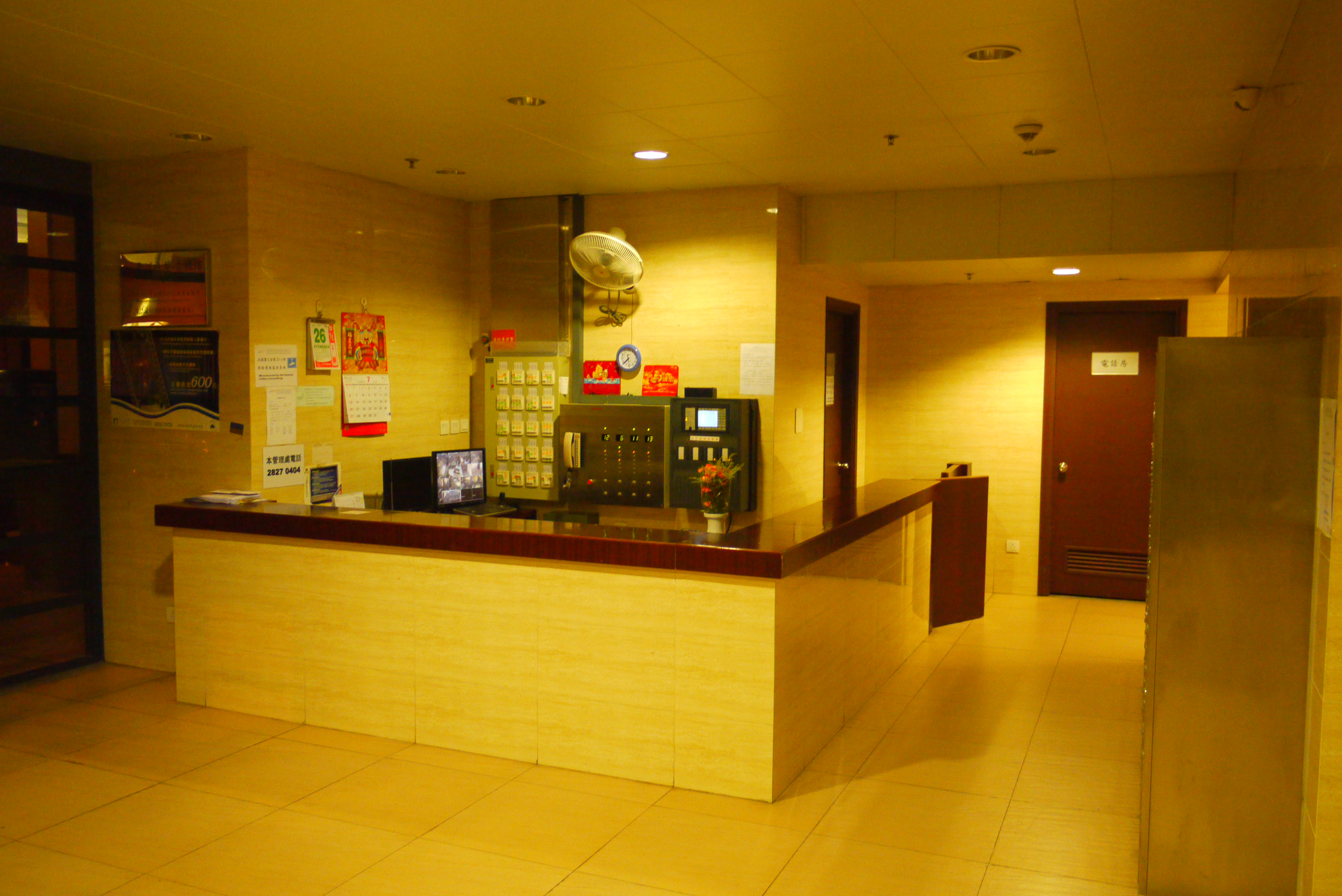
青雅樓地下大堂管理處
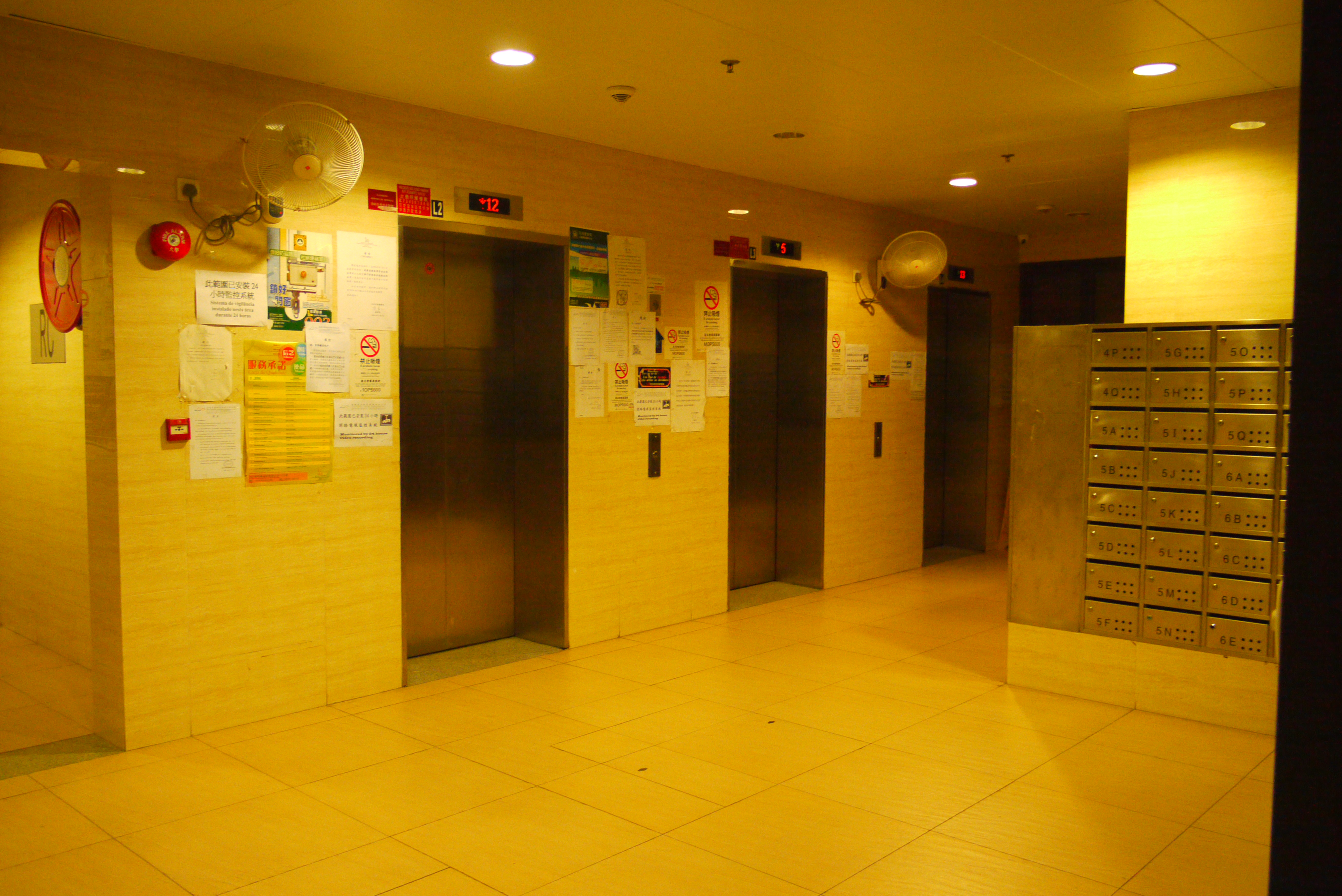
青雅樓地下升降機大堂
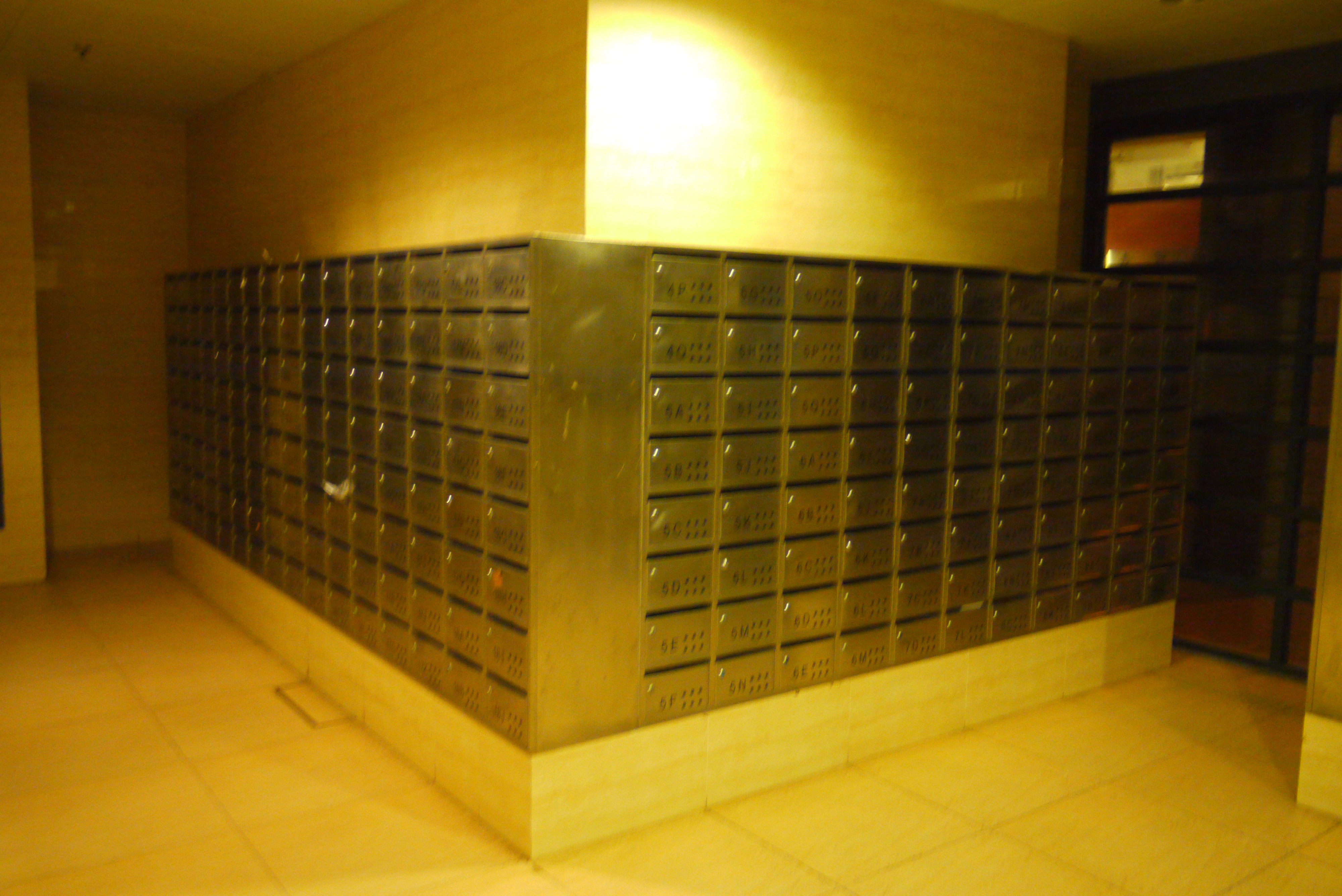
青雅樓地下大堂信箱位
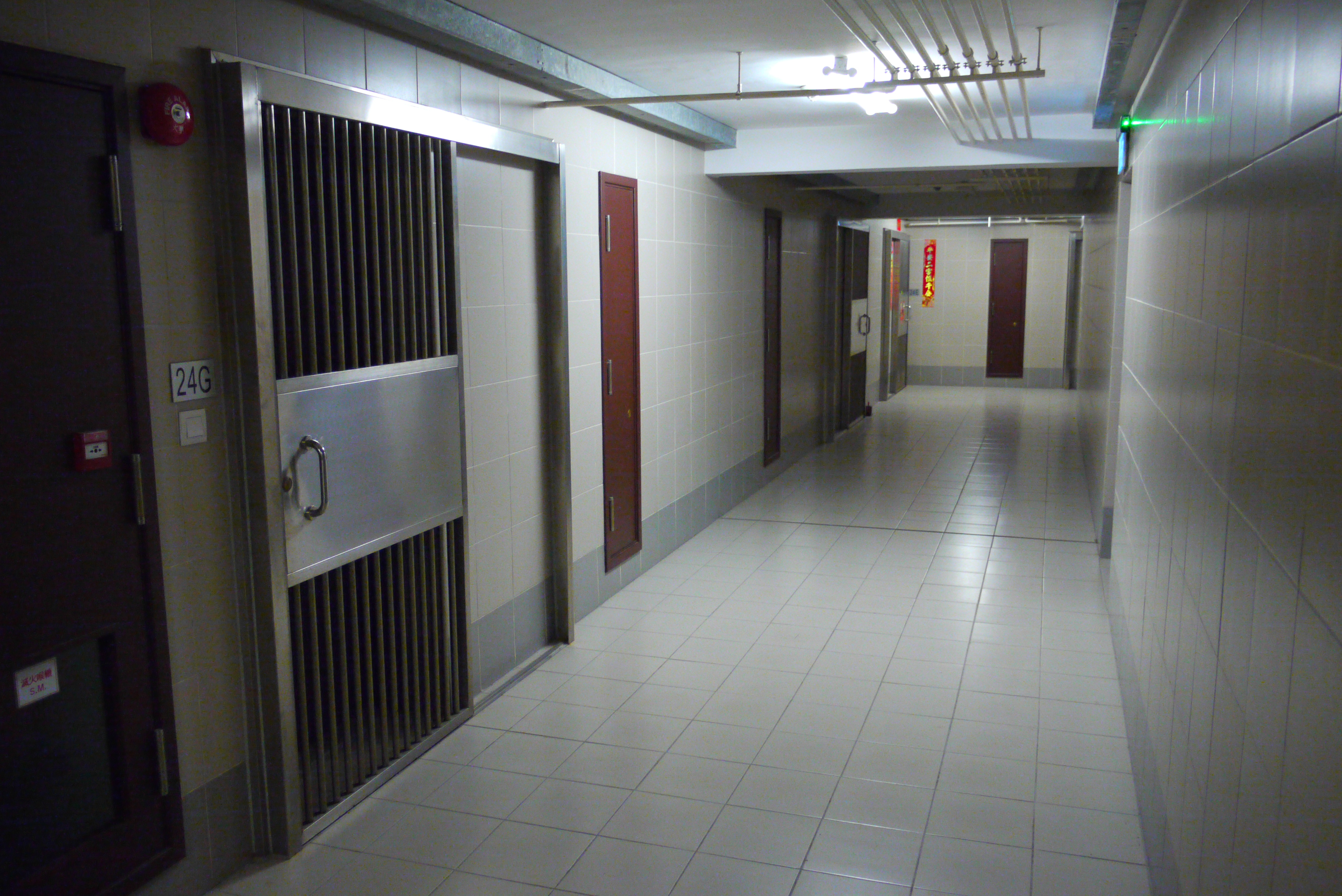
青雅樓標準樓層走廊
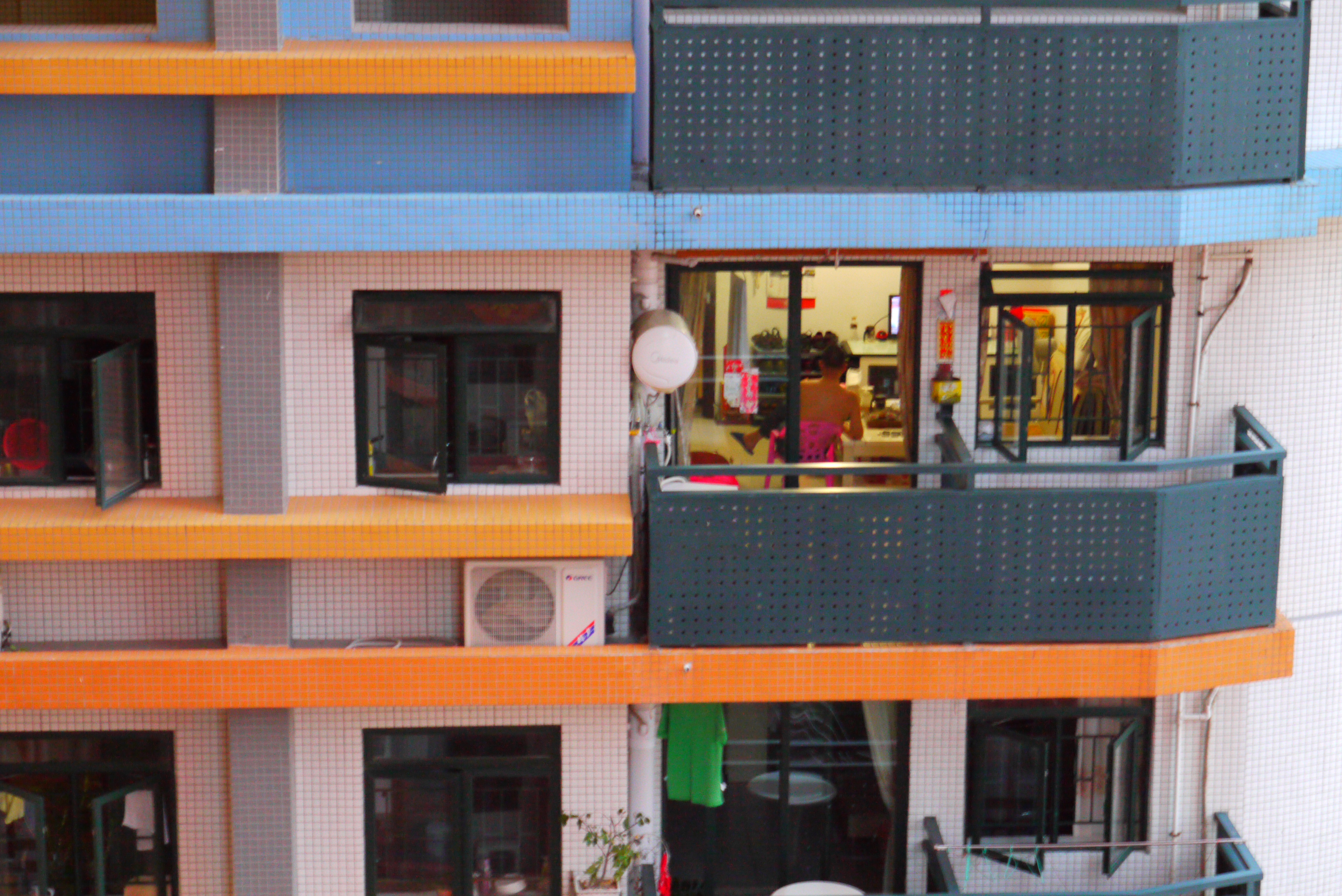
青雅樓標準單位外牆設計

## 交通資訊
青洲地區公共交通服務不佳，附近只設有「青洲／美樂花園」和「青洲／鴨涌河」兩個巴士站，而行駛往來青洲區的巴士都會途經。

## 社區設施
青洲社屋的社區設施主要設在各座基座之內；包括青泉樓及青翠樓基座設停車場；青松樓地下至五樓，分別為澳門基督教青年會青洲服務中心及澳門街坊會聯合總會青頤長者綜合服務中心及青雅樓地下至一樓，房屋局之民防中心。